# Füllinsdorf
Füllinsdorf (schweizerdeutsch: Füllschdf [ˈfʏlʃdə̆f]) ist eine politische Gemeinde im Bezirk Liestal des Kantons Basel-Landschaft in der Schweiz.

## Geographie

Historisches Luftbild von Werner Friedli (1948)

Füllinsdorf besteht im Wesentlichen aus zwei Gebieten: In der Ebene beidseits der Ergolz dominieren Wohnquartiere mit grossen Mehrfamilienhäusern. Den Sonnenhang hinauf erstrecken sich weitflächig Einfamilienhäuser. Über dem Dorf, im Wald, liegt die mittelalterliche Burgruine Altenberg.
Nachbargemeinden sind (von Norden im Uhrzeigersinn) Augst, Giebenach, Arisdorf, Liestal, Frenkendorf und Pratteln.

## Geschichte
825 wird in einer Urkunde erwähnt, dass ein Uppert ein Drittel seines Besitzes in Firinisvilla an das Kloster St. Gallen überträgt. 1276 lautete der Ortsname Vilinsdorf. 1439 gelangte das Dorf an die Stadt Basel, die es dem Amt Liestal zuteilte.
Im 17. Jahrhundert entwickelte sich aus einer Mühle, welche die Wasserkraft der Ergolz ausnutzte, die Industriesiedlung Niederschönthal. Heute ist die Industrie verschwunden, und an ihrer Stelle entstanden ein Einkaufszentrum, ein Altersheim, eine Schule und Wohnüberbauungen.
2012 wurde der Hortfund von Füllinsdorf, ein Depot mit 293 keltischen Silbermünzen, entdeckt. Es handelt sich um den grössten Fund eisenzeitlicher Edelmetallmünzen in der Schweiz.

## Wappen
Obwohl der Ortsname nichts mit dem Tiernamen Füllen zu tun hat, wurde schon im 17. Jahrhundert das Füllen gelegentlich als Wappentier benutzt. Seit 1946 besteht das Wappen aus einem springenden silbernen Füllen mit goldenen Hufen und goldener Zunge auf blauem Grund.

## Politik
Der Gemeinderat (Exekutive) besteht aus sieben Stimmberechtigten. Gemeindepräsident (2024–2028) ist Christoph Keigel (ProFüllinsdorf) (Stand 2025).
Bei den Schweizer Parlamentswahlen 2023 betrugen die Wähleranteile in Füllinsdorf: SVP 34,3 % (2019 27,2 %), SP 22,2 % (22,8 %), FDP 16,7 % (19,8 %), Mitte 8,0 % (6,6 %), glp 7,6 % (5,2 %), Grüne 6,5 % (14,3 %), EVP 2,2 % (4,0 %), EDU 0,7 % (–).

## Schulen
- Primarschulen Dorf und Schönthal

## Verkehr
Die Gemeinde wird durch die A22 verbunden, die zur Autobahn A2 (Schweiz) führt. Die Rheinstrasse führt durch die Dörfer und verbindet so Füllinsdorf mit Pratteln und Liestal.

### Schienenverkehr
Der Bahnhof Frenkendorf-Füllinsdorf ist an der Hauensteinstrecke erschlossen und ist somit ein  Durchgangsbahnhof und eine bediente S-Bahn-Haltestelle.
- S 3 Porrentruy – Delémont – Laufen – Basel Dreispitz – Basel SBB – Liestal – Sissach – Olten (SBB)

### Nahverkehr
Füllinsdorf hat mehrere Buslinien, die von der Autobus AG Liestal betrieben werden.
- 75 Frenkendorf-Füllinsdorf Bahnhof –  Füllinsdorf, Giebenacherstrasse
- 76 Frenkendorf-Füllinsdorf, Bahnhof – Liestal Kantonsspital – Liestal, Bahnhof – Liestal, Altmarkt – Lausen Bahnhof Nord – Lausen, Furlen
- 78 Frenkendorf, Friedhof – Frenkendorf-Füllinsdorf, Bahnhof – Liestal, Kessel – Liestal, Bahnhof – Lausen, Bahnhof Süd – Lausen, Stutz
- 80 Liestal, Bahnhof – Liestal Kantonsspital – Füllinsdorf, Schönthal – Pratteln – Muttenz, Schweizerhalle – Basel, Aeschenplatz
- 81 Bahnhof Liestal, Bahnhof – Liestal, Kantonsspital – Füllinsdorf, Schönthal – Augst – Muttenz, Schweizerhalle – Basel, Aeschenplatz

## Bilder

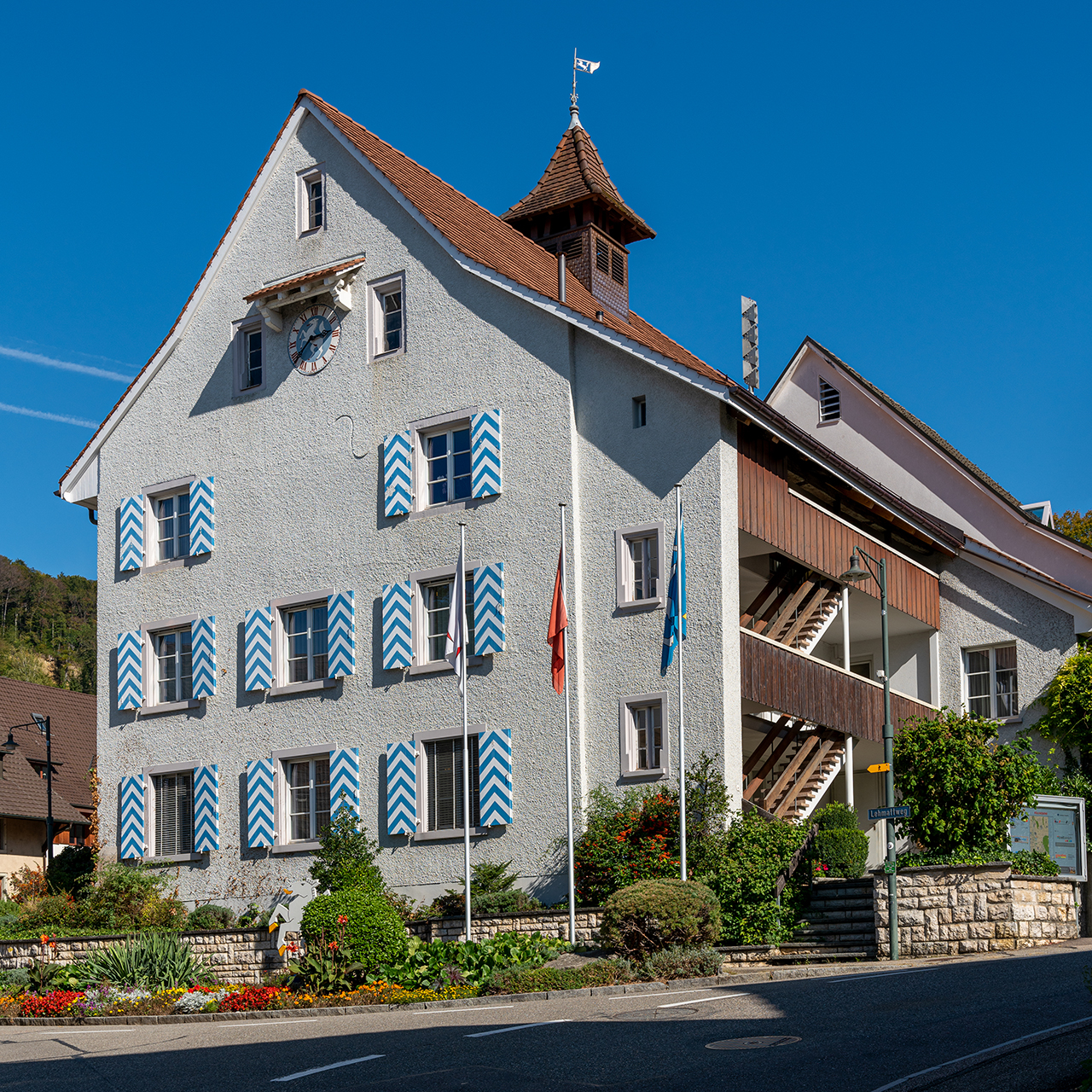
Gemeindeverwaltung
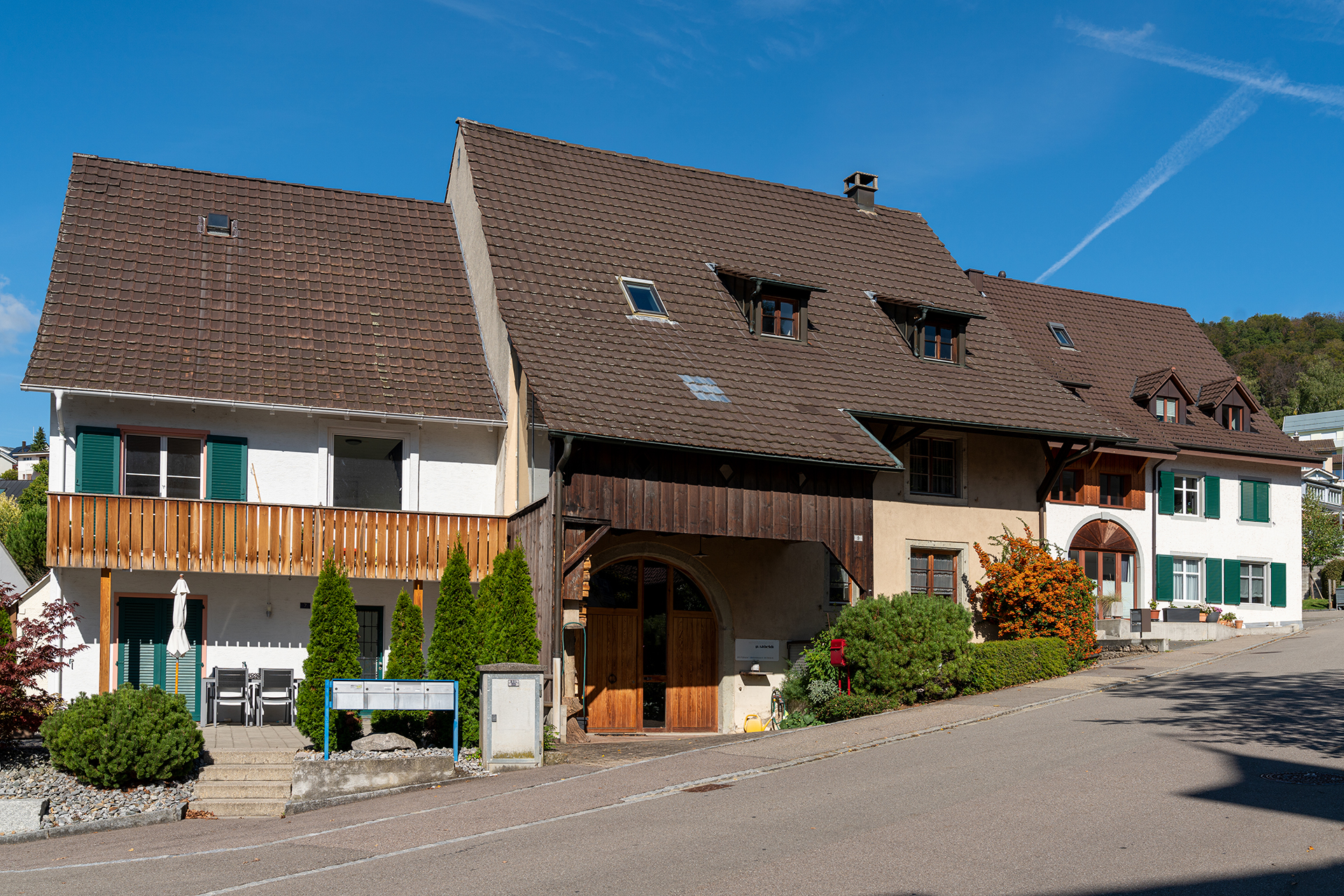
Hauszeile im Dorfzentrum
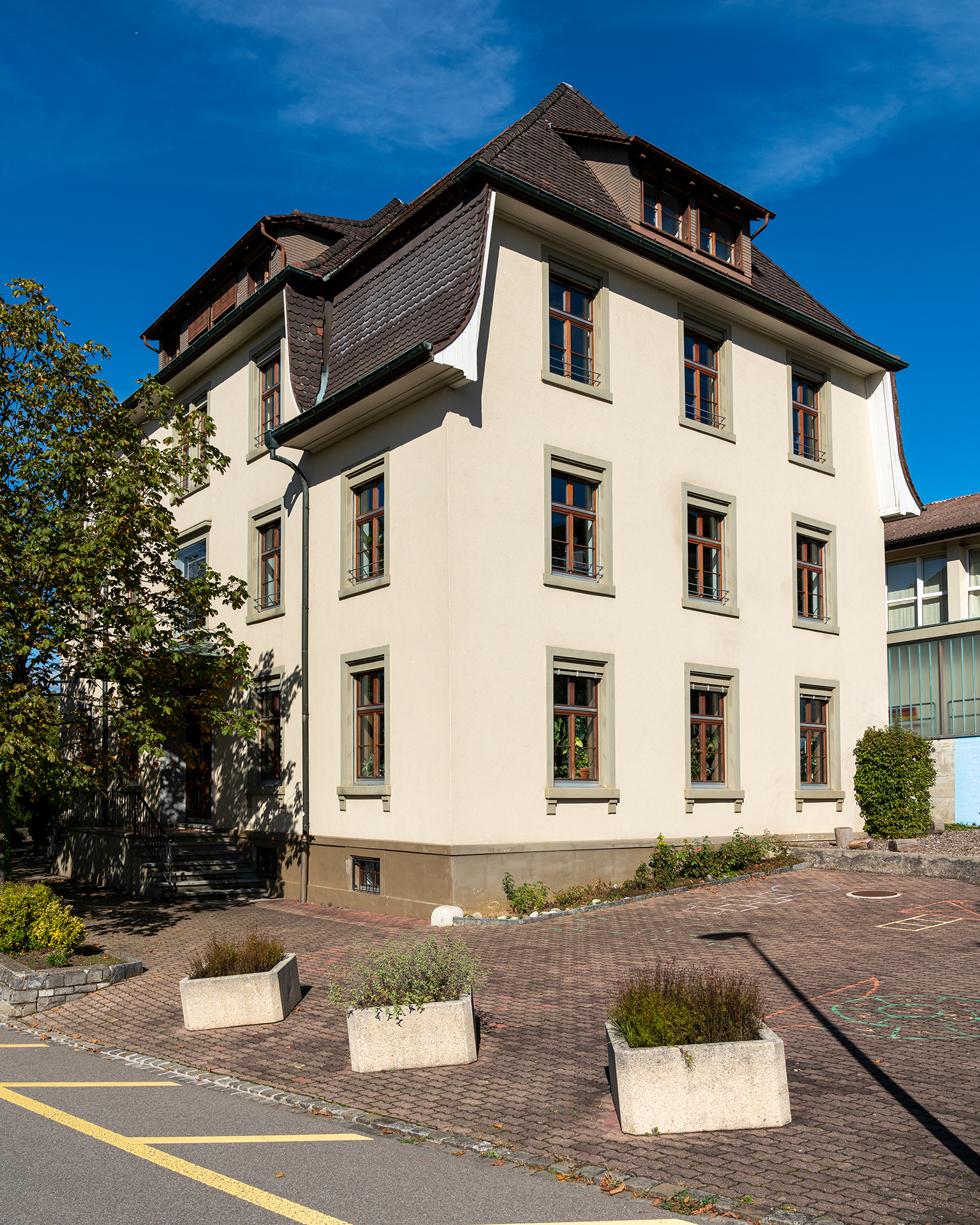
Schulhaus Dorf
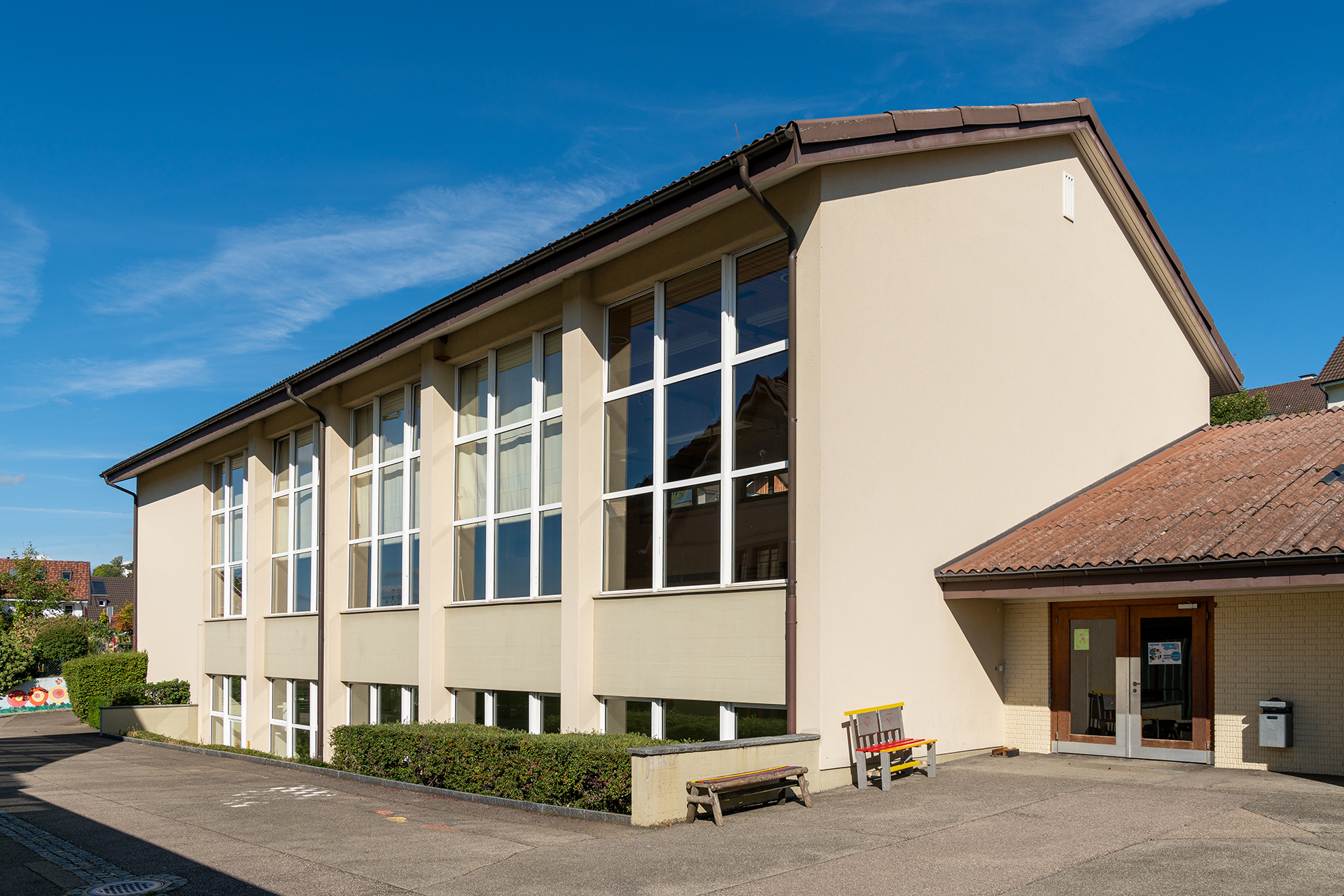
Turnhalle Dorf
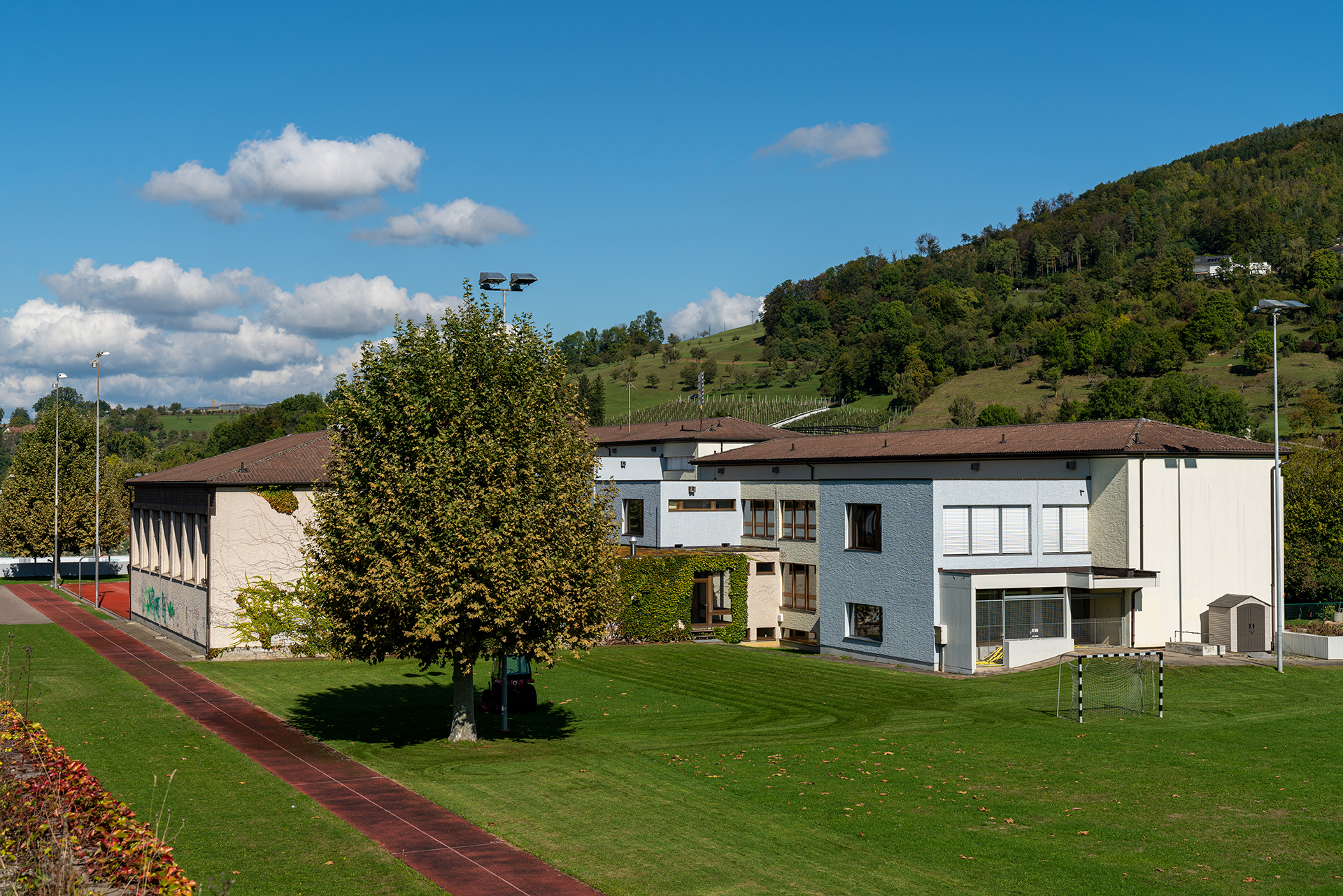
Schulhaus Schönthal
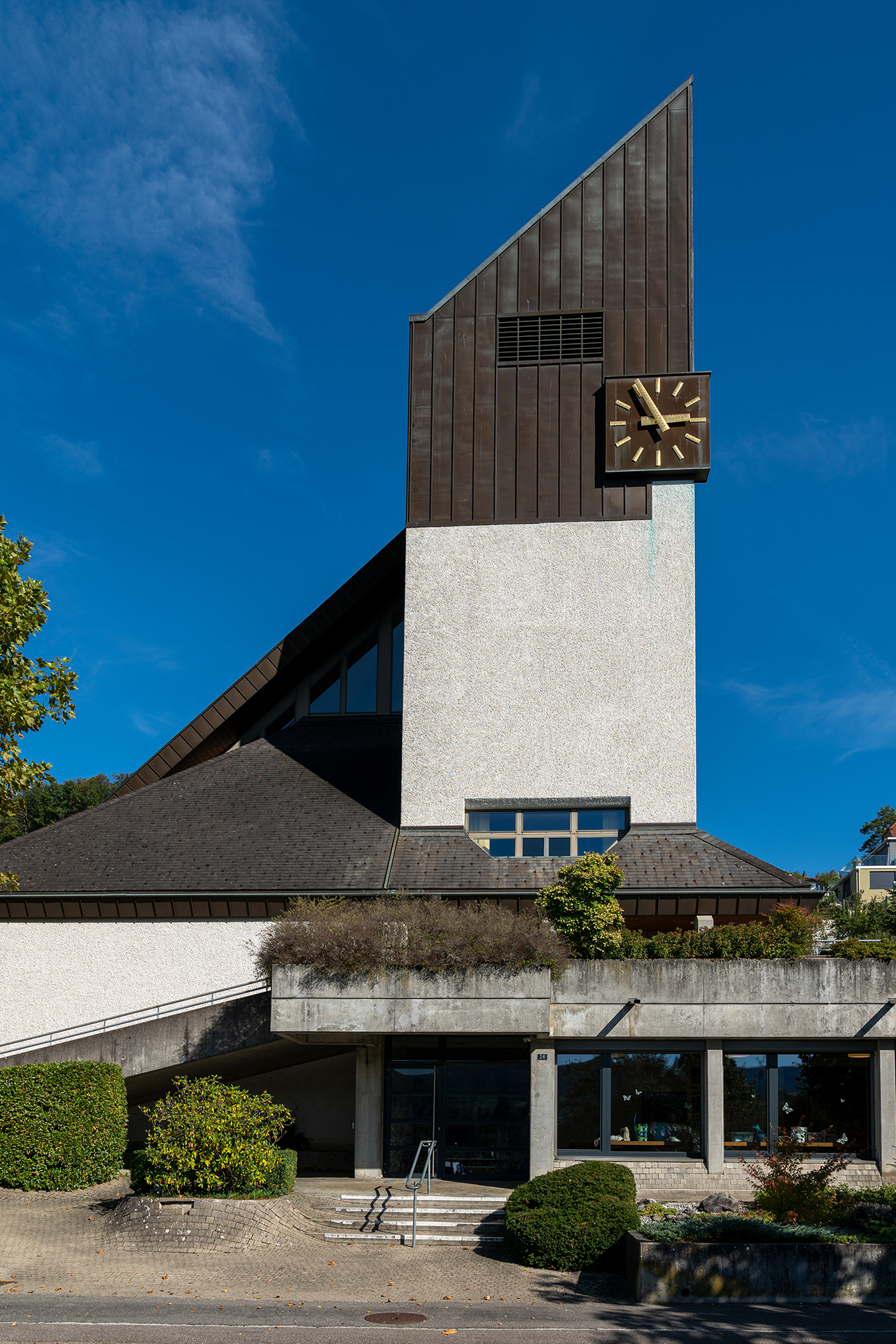
Reformierte Kirche
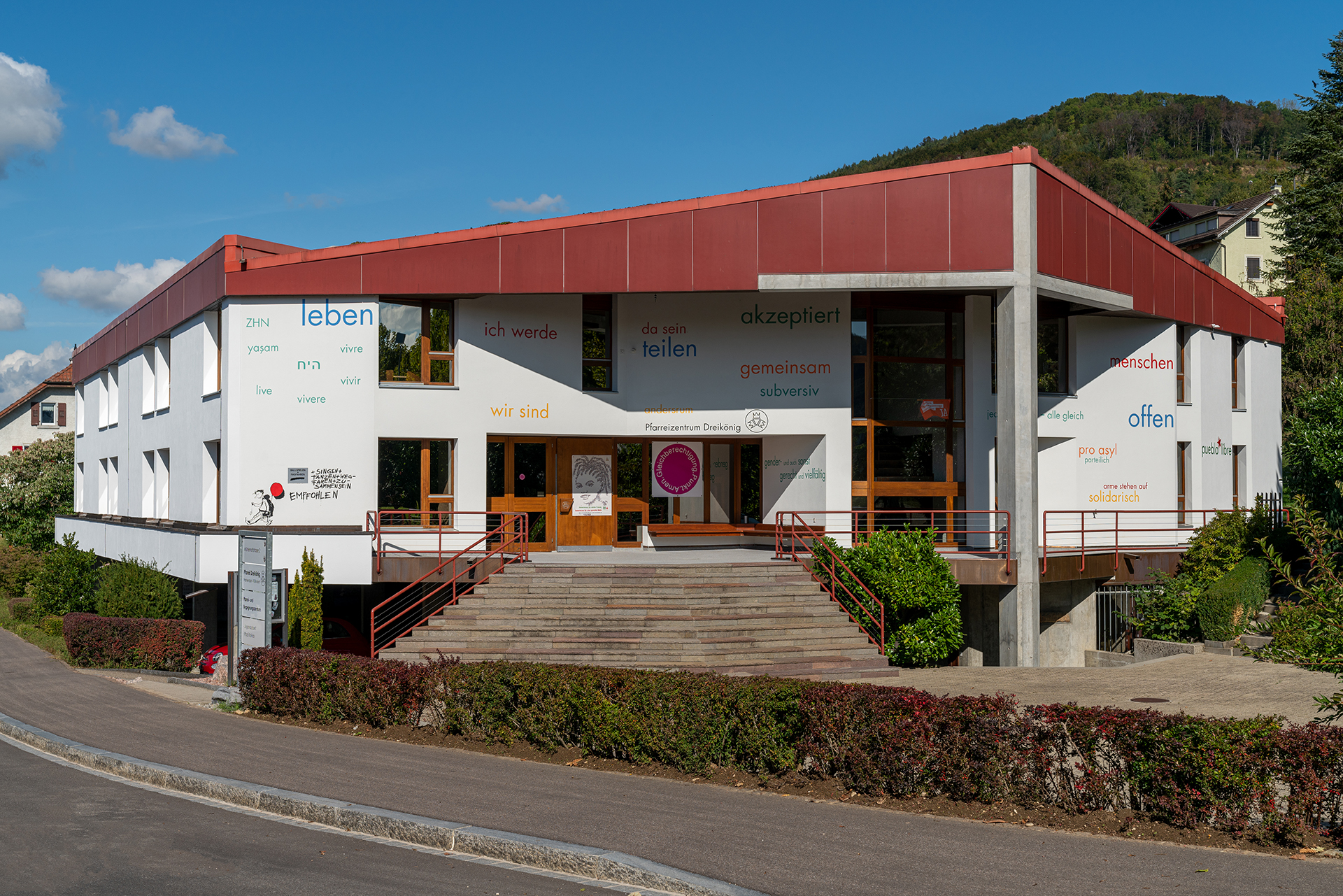
Katholisches Pfarreizentrum
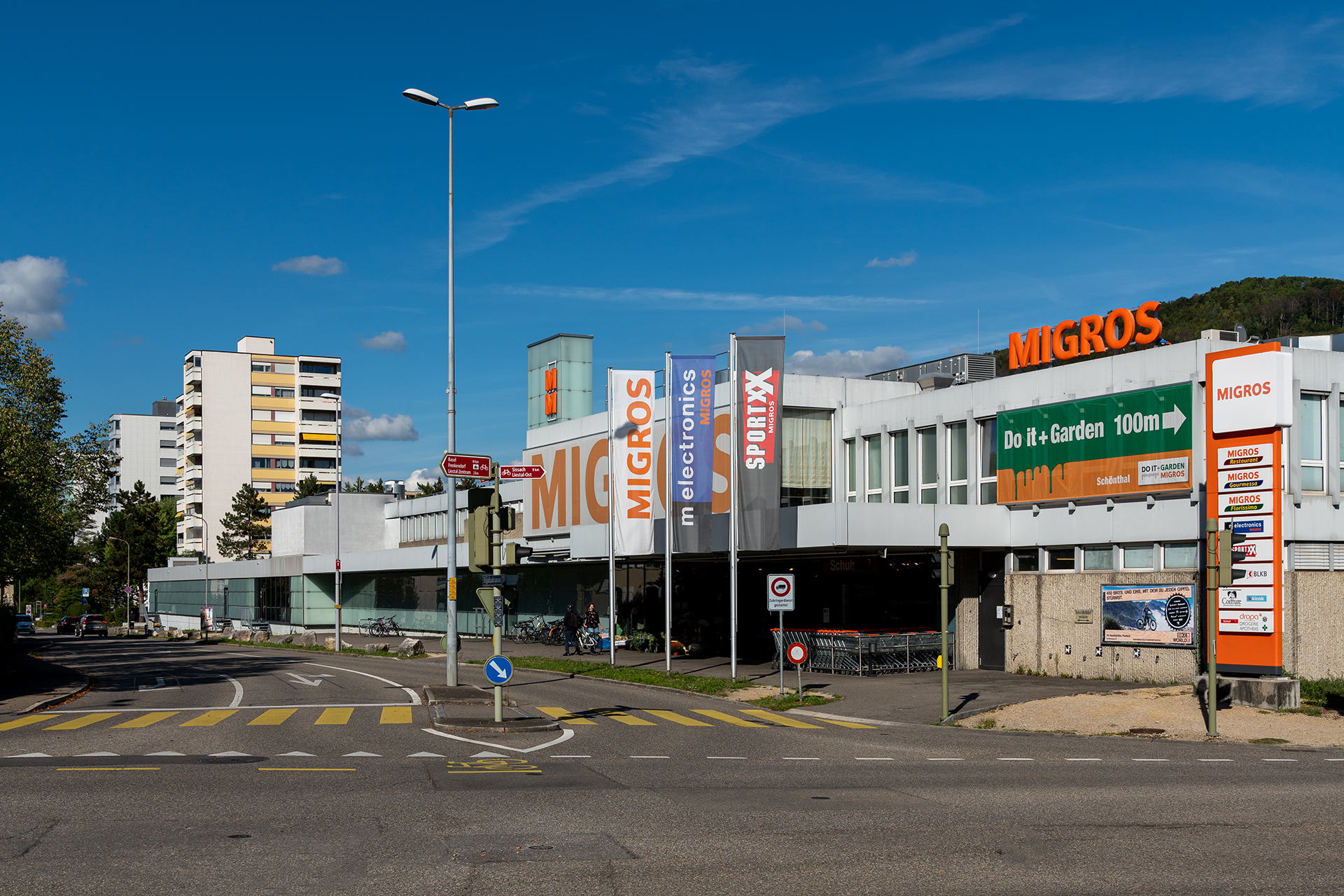
Einkaufszentrum Schönthal
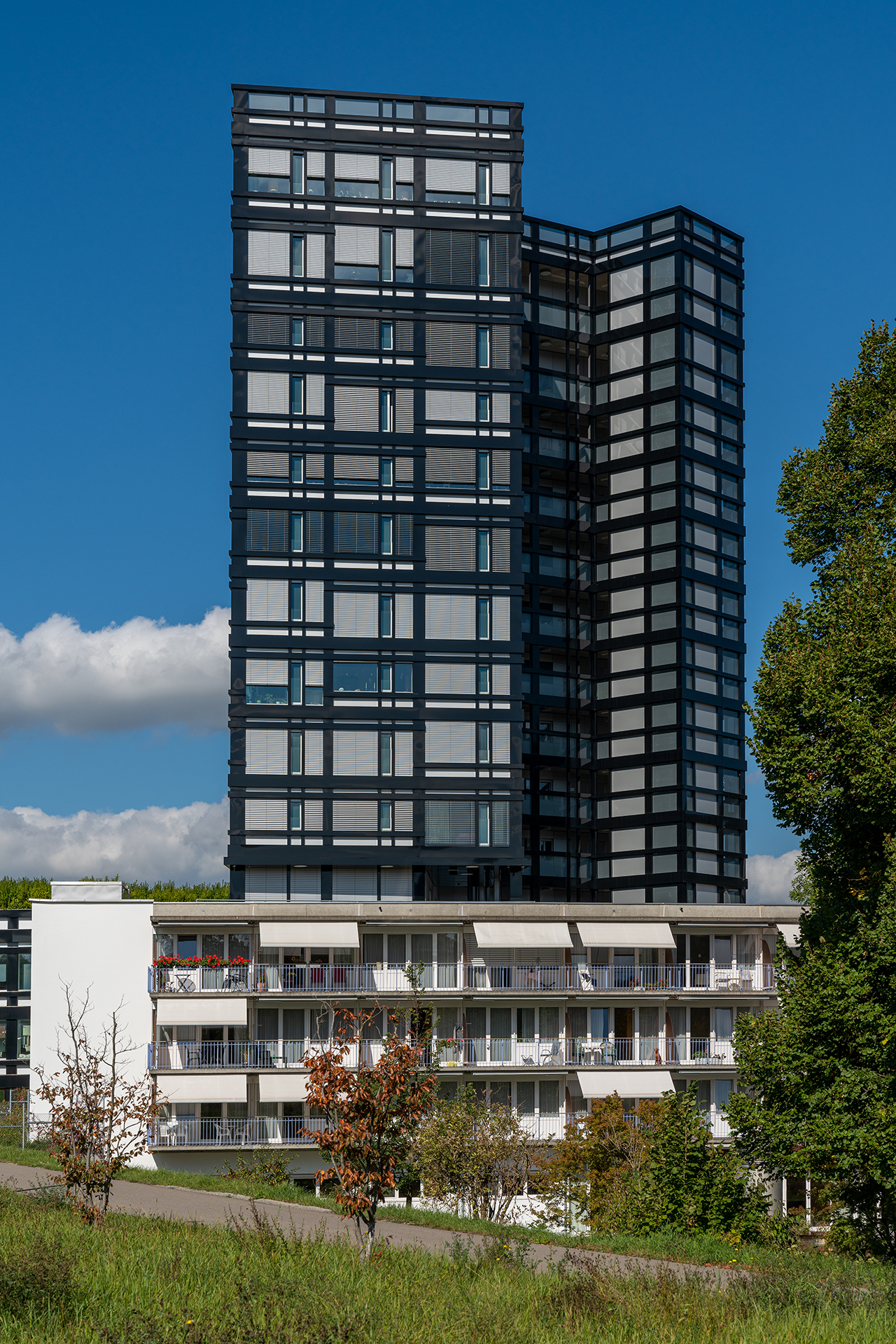
Seniorenzentrum Schönthal

## Städtepartnerschaften
- Burgkirchen im  Bundesland Oberösterreich in Österreich. Die beiden Gemeinden haben ein fast identisches Wappen.